# 2010 RF12
2010 RF12 es un asteroide cercano a la Tierra que pasó entre la Tierra y la Luna el 8 de septiembre de 2010 a las 21:12 UTC, acercándose a la Tierra dentro de 79 000 kilómetros sobre la Antártida.
La NASA estimó que su tamaño, es de unos 7 metros de diámetro con una masa de alrededor de 500 toneladas.
El asteroide fue descubierto por la Catalina Sky Survey, cerca de Tucson en Arizona el 5 de septiembre de 2010, junto con otro asteroide el 2010 RX30.